# Oranje gladiolenroest
Oranje gladiolenroest (Uromyces transversalis) is een autoecische roestschimmel die behoort tot de familie Pucciniaceae. De schimmel infecteert Gladiolus.

## Kenmerken
Zoals bij alle Uromyces-soorten groeit het mycelium intercellulair en vormt het zuigdraden die tot in het weefsel van de gastheer groeien.
Uredinium
De gele uredinia komen zowel op de voor- als achterkant van het blad voor. De ronde tot eivormige urediniospore zijn 18-20 μm groot en hebben 6(-7) kiemporen.
Telium
De zwarte telia hebben goudkleurige paraphysen. De eencellige, 20-30 μm lange teliosporen hebben een gladde wand en een dikwandige top. De steel is 45 µm lang.

## Verspreiding
De oranje gladiolenroest komt van nature voor in Zuid-Afrika en is van daar uit verder verspreid naar Europa, Noord-Amerika, Zuid-Amerika, Oost-Afrika, Australië en Nieuw-Zeeland. In Nederland is de schimmel uiterst zeldzaam.

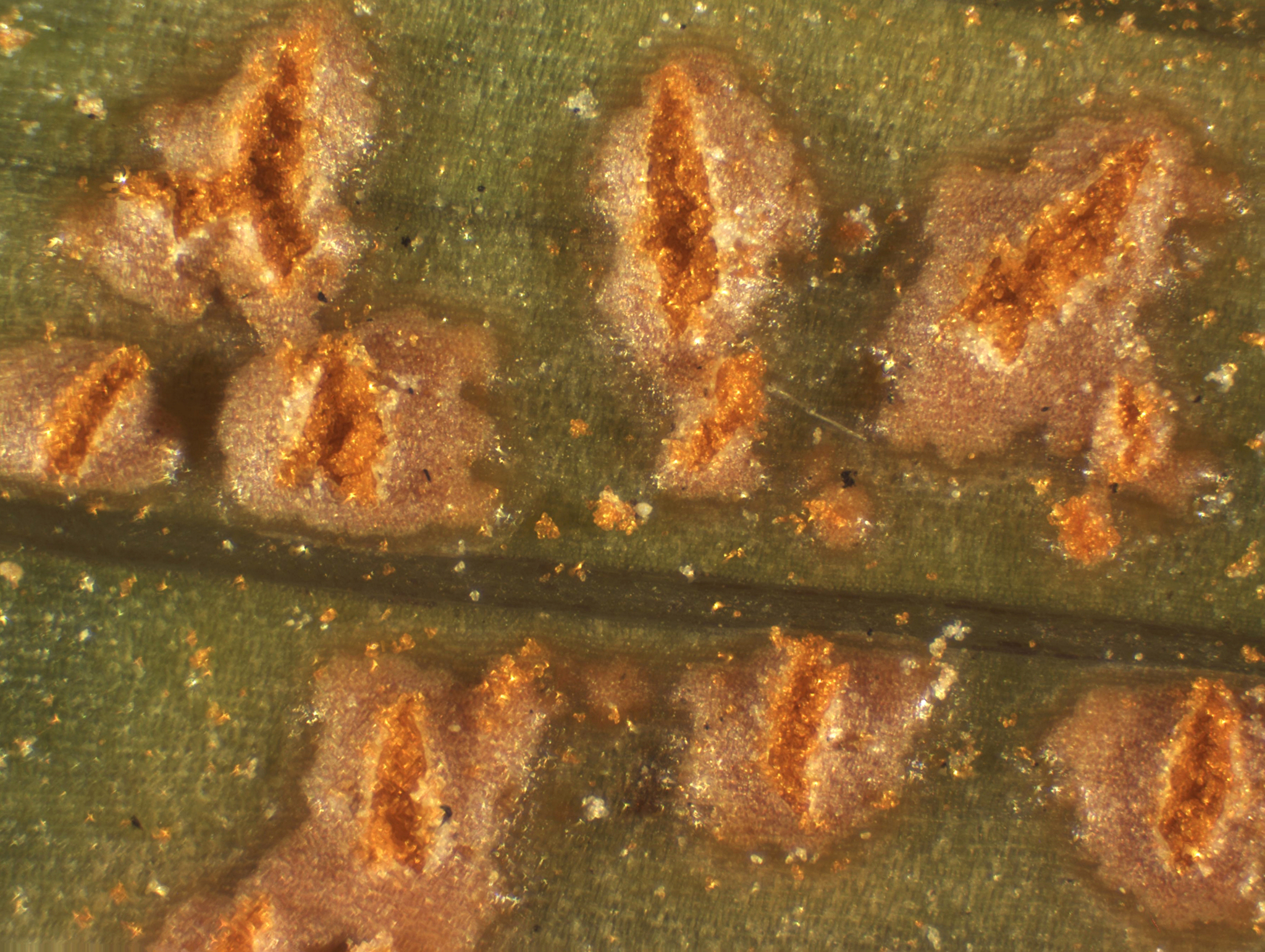
Uredinia
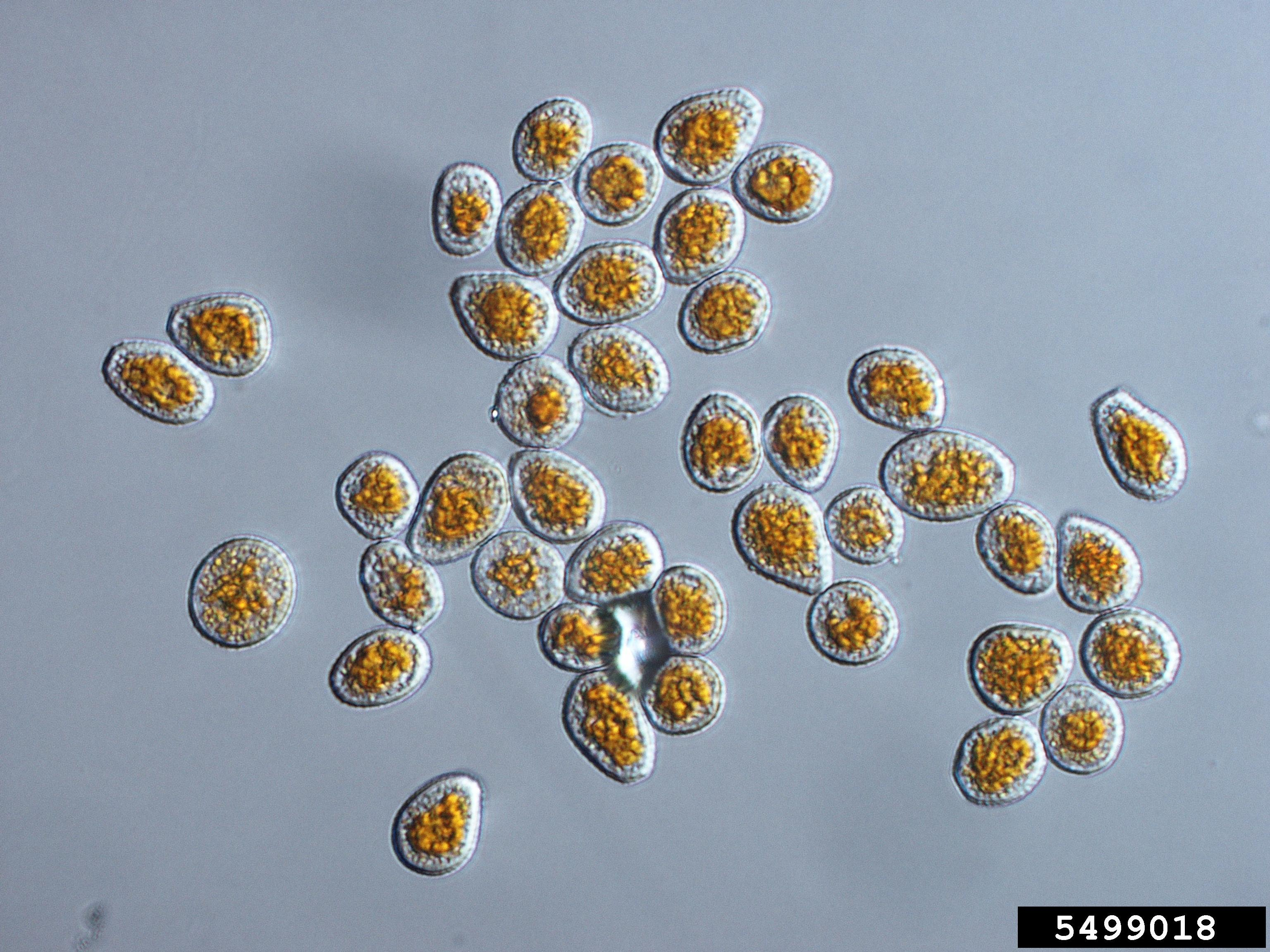
Urediniosporen